# Martin Ennals-priset
Martin Ennals-priset (engelska: Martin Ennals Award for Human Rights Defenders (MEA)) är ett internationellt pris som årligen delas ut till en människorättsförsvarare som särskilt utmärkt sig genom djärvt och nyskapande arbete mot kränkningar av mänskliga rättigheter. Priset är uppkallat efter Martin Ennals (1927–1991), som bland annat var Amnesty Internationals generalsekreterare 1968–1980.

## Om priset
Priset ges för att stödja pristagaren i arbetet för mänskliga rättigheter framför allt genom att ge det extra skydd som kommer av uppmärksamheten i samband med priset, som åtnjuter högt internationellt anseende. Till detta kommer en prissumma på 20 000 schweiziska franc.
Martin Ennals-priset instiftades 1993 och har sitt säte i Genève.

### Prisjury
Juryn består av tio internationella människorättsorganisationer:
- Amnesty International
- Human Rights Watch
- International Federation for Human Rights (FIDH)
- Internationella Juristkommissionen (ICJ)
- Världsorganisationen mot tortyr (OMCT)
- Diakonie Deutschland
- Front Line Defenders
- Human Rights First
- HURIDOCS
- International Service for Human Rights (ISHR)

## Pristagare
Martin Ennals-pristagarna:
- 1994: Harry Wu (Kina)
- 1995: Asma Jahangir (Pakistan)
- 1996: Clement Nwankwo (Nigeria)
- 1997: Samuel Ruiz García (Mexiko)
- 1998: Eyad El Sarraj (Palestina)
- 1999: Natasha Kandic (Jugoslavien)
- 2000: Immaculée Birhaheka (Kongo-Kinshasa)
- 2001: Peace Brigades International (Colombia)
- 2002: Jacqueline Moudeina (Tchad)
- 2003: Alirio Uribe Muñoz (Colombia)
- 2004: Lidija Jusupova (Ryssland)
- 2005: Aktham Naisse (Syrien)

- 2006:
  - Akbar Ganji (Iran)
  - Arnold Tsunga (Zimbabwe)

- 2007:
  - Rajan Hoole (Sri Lanka)
  - Kopalasingham Sritharan (Sri Lanka)
  - Pierre Claver Mbonimpa (Burundi)

- 2008: Mutabar Tadjibaeva (Uzbekistan)
- 2009: Emad Baghi (Iran)
- 2010: Muhannad Al-Hassani (Syrien)
- 2011: Kasha Jacqueline Nabagesera (Uganda)
- 2012: Luon Sorvath (Kambodja)
- 2013: Joint Mobile Group (Ryssland)
- 2014: Alejandra Ancheita (Mexiko)
- 2015: Ahmed Mansoor (Förenade Arabemiraten)
- 2016: Ilham Tohti (Kina)
- 2017: Mohamed Zaree (Egypten)
- 2019: Abdul Aziz Muhamat (Sudansk flykting, 2019 på Manus, Papua Nya Guinea)
- 2020: Huda Al-Sarari (Jemen)
- 2021: Yu Wensheng (Kina)[6]

- 2022:[7]
  - Pham Doan Trang (Vietnam)
  - Daouda Diallo (Burkina Faso)
  - Abdul-Hadi Al-Khawaja (Bahrain)